# I liga czeska w rugby (2020)
I liga czeska w rugby (2020) – dwudziesta siódma edycja drugiej klasy rozgrywkowej w rugby union w Czechach.  Zawody zostały zaplanowane do rozegrania w dniach 23 marca – 31 października 2020 roku, następnie skrócone do okresu 23 sierpnia – 8 listopada 2020 roku, jednak zostały przerwane w związku z pandemią COVID-19, a następnie odwołane. Nie wyłoniono zwycięzcy.
Rozpoczęty z opóźnieniem i zmienionym systemem skrócony sezon wystartował w drugiej połowie sierpnia. Z zaplanowanych 21 spotkań fazy zasadniczej w terminie nie rozegrano siedmiu, następnie rozgrywki wstrzymano. Pod koniec listopada władze związku postanowiły o przerwaniu sezonu i jego niedokończeniu, za czym opowiedziało się wcześniej sześć z piętnastu klubów dwóch najwyższych poziomów rozgrywkowych.

## System rozgrywek
Osiem uczestniczących drużyn wiosną rywalizowało w pierwszej fazie w ramach jednej grupy systemem kołowym, po czym czołowa czwórka awansowała do drugiej fazy rozgrywek wraz z dwiema najsłabszymi z Ekstraligi. Stawką drugiej części sezonu, rozegranej ponownie systemem kołowym zakończonej dwurundową fazą pucharową, był natomiast awans do najwyższej klasy rozgrywkowej. Półfinały były rozegrane w formie dwumeczów, a ich zwycięzcy zmierzyli się w finale zyskując jednocześnie prawo gry w kolejnym sezonie Ekstraligi. Zawody zaplanowano na okres marzec – listopad 2020 roku. Pozostałe zespoły w drugiej części sezonu ponownie zmierzyły się systemem kołowym w ramach jednej grupy.
Na początku kwietnia związek z uwagi na pandemię COVID-19 ogłosił odwołanie wiosennej części rozgrywek, prognozując, iż mogą zostać wznowione w drugiej połowie sierpnia. Miesiąc później ogłoszono nowy, zmieniony harmonogram – osiem uczestniczących drużyn miało rywalizować jednorundowym systemem kołowym o awans do fazy pucharowej, a zwycięzca zyskiwać awans do Ekstraligi. Mecze natomiast miały zostać rozegrane od 23 sierpnia do 8 listopada 2020 roku. Ostatecznie jednak wystartowało siedem drużyn. Opublikowano również dodatkowe przepisy regulujące przełożenia/odwołania meczów z uwagi na przypadki COVID-19 wśród zawodników.

## Faza grupowa
| Nr           | Data         | Mecz                                       | Wynik        |             | Nr          | Data                                      | Mecz        | Wynik |
| I. kolejka   | I. kolejka   | I. kolejka                                 | I. kolejka   | II. kolejka | II. kolejka | II. kolejka                               | II. kolejka |       |
| ------------ | ------------ | ------------------------------------------ | ------------ | ----------- | ----------- | ----------------------------------------- | ----------- | ----- |
| 1            | 23.08.2020   | RC České Budějovice – Sokol Mariánské Hory | 29:27        | 4           | 30.08.2020  | Sokol Mariánské Hory – RC Havířov         | 30:0        |       |
| 2            | 23.08.2020   | RC Bystrc – Rugby Šumava Nýrsko            | 50:17        | 5           | 30.08.2020  | Rugby Šumava Nýrsko – RC České Budějovice | 43:12       |       |
| 3            | 23.08.2020   | RC Havířov – RK Petrovice                  | 22:31        | 6           | 27.09.2020  | RC Zlín – RC Bystrc                       | 39:15       |       |
| III. kolejka | III. kolejka | III. kolejka                               | III. kolejka | IV. kolejka | IV. kolejka | IV. kolejka                               | IV. kolejka |       |
| 7            | 13.09.2020   | RC České Budějovice – RC Zlín              | 26:69        | 10          | 20.09.2020  | Rugby Šumava Nýrsko – RK Petrovice        | 12:43       |       |
| 8            | 13.09.2020   | RC Havířov – Rugby Šumava Nýrsko           | –            | 11          | 20.09.2020  | RC Zlín – RC Havířov                      | 41:25       |       |
| 9            | 13.09.2020   | RK Petrovice – Sokol Mariánské Hory        | 61:7         | 12          | 20.09.2020  | RC Bystrc – RC České Budějovice           | –           |       |
| V. kolejka   | V. kolejka   | V. kolejka                                 | V. kolejka   | VI. kolejka | VI. kolejka | VI. kolejka                               | VI. kolejka |       |
| 13           | 04.10.2020   | RC Havířov – RC Bystrc                     | 48:26        | 16          | 11.10.2020  | RC Zlín – Sokol Mariánské Hory            | 51:8        |       |
| 14           | 04.10.2020   | RK Petrovice – RC Zlín                     | –            | 17          | 11.10.2020  | RC Bystrc – RK Petrovice                  | 22:34       |       |
| 15           | 04.10.2020   | Sokol Mariánské Hory – Rugby Šumava Nýrsko | –            | 18          | 11.10.2020  | RC České Budějovice – RC Havířov          | 12:51       |       |
| VII. kolejka |              |                                            |              |             |             |                                           |             |       |
| 19           | 25.10.2020   | RK Petrovice – RC České Budějovice         | –            |             |             |                                           |             |       |
| 20           | 25.10.2020   | Sokol Mariánské Hory – RC Bystrc           | –            |             |             |                                           |             |       |
| 21           | 25.10.2020   | Rugby Šumava Nýrsko – RC Zlín              | –            |             |             |                                           |             |       |